# 供应商
在供应链中，供应商是指提供货物或服务的企业。一般来说，供应链上的供应商制造產品，並將待出售的產品納入庫存，企業等到時機合適將產品出售至供应链上的下一环节上的企業。